# Diocèse de Bondoukou
Le diocèse de Bondoukou est une juridiction de l’Église catholique romaine en Côte d’Ivoire, dont le siège est à Bondoukou. Il est érigé le 3 juillet 1987 par le pape Jean-Paul II par détachement du diocèse d'Abengourou.

## Genèse du diocèse

### Des tentatives d’implantation de missionnaires
Des implantations de missionnaires sont signalées sur le territoire de la future Côte d’Ivoire à Assinie en 1637, puis en 1687 et en 1701. Mais leur présence ne durera que quelques mois ou années, et ne réussira pas à se maintenir. À nouveau, on notera la présence de missionnaires à Grand-Bassam en 1844, puis entre 1850 et 1852. La mort du P. Lairé à Grand-Bassam mettra fin à cette tentative.

### 1895: Érection de la Préfecture apostolique de la Côte d’Ivoire
L’évangélisation de la Côte d’Ivoire reprend quand le pape Léon XIII érige la Préfecture apostolique de Côte d’Ivoire le 28 juin 1895 et la confie à la Société des Missions Africaines, fondée à Lyon le 8 décembre 1856. Les deux premiers prêtres, les Pères Hamard et Bonhomme, débarquent à Grand-Bassam le 28 octobre 1895. Le territoire du futur diocèse de Bondoukou est compris dans cette Préfecture apostolique.

### 1902 (janvier à juin): un voyage de reconnaissance jusqu’à Korhogo
Le Préfet apostolique envoie les Pères Bedel et Fer effectuer un voyage de reconnaissance dans le nord du pays pour repérer les localités où il conviendrait d’établir une mission. Le P. Bedel atteint Korhogo le 19 mars. De Bouaké, les deux prêtres regagnent la côte via Dabakala et Kong. Le P. Bedel a rédigé un compte rendu de cette tournée, dans lequel il note : « À Dabakala, nous apprîmes qu’il ne nous était guère utile de visiter Bondoukou, ville de deux-mille cinq cents habitants, tous musulmans » .

### 1911: Érection de la Préfecture apostolique de Korhogo
Le 17 novembre 1911, le pape Pie X érige la moitié nord de la Côte d’Ivoire en Préfecture apostolique. Il en confie la direction au P. Pierre Kernivinen qui va résider à Korhogo . Tout le futur diocèse de Bondoukou est compris dans cette nouvelle entité. Les vastes distances expliquent que les Pères (qui ne se déplacent qu’à pied ou à bicyclette) attendront des années avant de se rendre dans les périphéries de leur Préfecture (Odienné et Bouna).

### 1935: Ouverture d’une mission à Tanda
Mgr Diss, Préfet apostolique de Korhogo, vient lancer une mission à Tanda en décembre 1934. Il se rend même à Bondoukou pour y célébrer la messe de minuit de Noël : « C’est pour la toute première fois depuis que Bondoukou existe qu’à ce 25 décembre 1934, Jésus est descendu sur cette terre infortunée, vouée au fétichisme et surtout à l’Islam. Ils étaient bien une soixantaine en tout » , probablement des commerçants et des fonctionnaires. Puis il revient aussitôt à Tanda pour y célébrer la messe du jour : « Ne devait-ce pas être, pour Tanda aussi, la toute première messe de Noël dans le pays ? », continue-t-il. En 1935, les Pères Jean Jacoby et Georges Fix viennent s’installer à Tanda et y ouvrent une école. Mgr Diss a choisi Tanda parce que la population y est presque entièrement païenne et que le roi des Abron est favorable à la mission . L’école sera faite pendant quelques années par un catéchiste. Mais les autorités (administratives et religieuses) feront pression pour que le niveau des maîtres s’élève et que ceux-ci obtiennent les diplômes exigés (leur salaire sera plus élevé, et l’école touchera des subventions de l’État). Mgr Émile  Durrheimer, le vicaire apostolique de Katiola (dont dépend alors le territoire qui s’étend de Tanda à Bouna) écrit : « Avec Tanda, Tankessé possède maintenant une école primaire autorisée officiellement et pouvant présenter au CEPE » . Tanda fera longtemps office de mission pilote dans l’Est de la Côte d’Ivoire : en 1951, les Sœurs Notre-Dame des Apôtres y ouvriront une maison, la première du Nord-Est ivoirien. Elles sont accueillies officiellement au cours d’une grand’messe à laquelle assistent le roi et son porte-canne, « le Commandant, le docteur de Bondoukou, le chef douanier d’Agnibilékrou » . Entre1969 et 1989, la paroisse de Tanda se montrera très féconde sur le plan des éditions en koulango, grâce à Sem Prandoni et aux Pères Angelo Bianco et Dario Dozio : le catéchisme koulango du P. Jacoby (en 1972), les Quatre Évangiles (en 1989). Et un recueil de chants koulango, mis au point par l’abbé Benoît Kouassi Kouman, un fils du pays .

### 1939: ouverture d’une mission à Transua
Le P. Jules Meyer vient se fixer à Transua le 12 mai 1939. Il trouve sur place quelques jeunes catholiques provenant de la Gold Coast, regroupés autour d’un jeune réparateur de vélos, dénommé Édouard, qui leur enseigne le catéchisme et les chants . La population apprécie l’animation qu’apportent les fêtes chrétiennes. Le P. Meyer « savait imprimer aux jours de fête et aux cérémonies chrétiennes un aspect festif auquel les Abron ne restèrent pas indifférents. Les jours de grande solennité, comme Noël et Pâques, la chorale sillonnait les rues du village pour chanter et animer la localité. Des fanfares et des orchestres venaient même du Ghana voisin pour créer et maintenir l’ambiance » . L’exemple des Ashanti voisins, chez qui l’Église catholique était bien implantée et active, a pesé en faveur des conversions au christianisme. Le 5 novembre 1959, la paroisse de Transua accueille ses premières Sœurs, de la Providence de Portieux, que Mgr Durrheimer en personne vient présenter . La paroisse est alors dirigée par le Père Jules Meyer, assisté du Père Alphonse Guérin.  En 1980, Sœur Marie-Florence, des Sœurs de la Providence, lancera un dynamique groupe de brodeuses, qui permettra à de nombreuses femmes (dont plusieurs sont paralysées, sourdes-muettes ou handicapées mentales) de gagner leur vie, et même de venir en aide aux gens dans le besoin, grâce à une caisse de solidarité . En 1989, autour des P. Gabriel Noury et Marcel Provost, les catéchistes ont réfléchi sur la manière de christianiser les coutumes : pour « laver » les filles nubiles, on ne fait plus la prière au génie du marigot, « mais le dimanche suivant, à l’église, devant la communauté, on prie pour que la fille trouve un bon mari. » De même, après un décès, « les cérémonies du huitième jour doivent désormais être fixées un vendredi, jour de repos chez les Abron… Les chrétiens ont pris cette décision, pour laquelle certains païens nous félicitent » .

### 1940: ouverture d’une mission à Bondoukou
Le P. Joseph Pfister vient se fixer à Bondoukou le 30 mars 1939 . Mais Mgr Louis Wach, préfet apostolique de Korhogo, n’érige juridiquement cette mission qu’en 1940. En 1960, les Pères Jean Jacoby et André Fuchs animent une équipe de catéchistes qui va traduire et éditer le petit catéchisme Français-Koulango. C’était une première étape indispensable qui allait permettre bientôt l’apparition de catéchismes faisant la part plus belle à la Bible.
Cette paroisse deviendra la cathédrale Sainte-Odile le 28 août 1987, lorsque le pape Jean-Paul II créera cet évêché (voir ci-dessous à cette date). Cette paroisse centrale a vu beaucoup de déshérités venir demander de l’aide : « À la fin des années 1980, la paroisse cathédrale Sainte-Odile s’est dotée d’une équipe Caritas qui veille à la bonne distribution des ressources que l’on collecte auprès des paroissiens », et grâce au dévouement de Sœur Marie-Florence, des Sœurs de la Providence, elle soutient un groupe d’amitié des handicapés moteurs . L’abbé Benoît Kouassi Kouman présente une recherche qu’il a menée sur la religion traditionnelle des Abron-Koulango : L’idéologie religieuse abron-koulango sous l’influence des religions importées : l’islam et le christianisme. Bondoukou, chez l’auteur, 1990, 257 p .

### 1955: Instauration des diocèses
Le 14 septembre 1955, le pape Pie XII instaure des juridictions ecclésiales ordinaires en Afrique. Cette mesure est applicable dans plusieurs territoires francophones d’Afrique de l’Ouest, dont la Côte d’Ivoire : les vicaires apostoliques deviennent des « évêques résidentiels », et les missions deviennent des paroisses.

### 1963: le diocèse d’Abengourou est créé
Il comprend tout le nord-est du pays jusqu’à Bouna. C’est donc Mgr Eugène Abissah Kwaku qui vient, de temps à autre, visiter les paroisses et y donner la confirmation. Lui succèderont Mgr Laurent Yapi, puis Mgr Bruno Kouamé.

### 1966: ouverture de la paroisse Immaculée Conception à Nassian
L’érection de Nassian en sous-préfecture, en 1964, provoquera une arrivée importante de fonctionnaires (CIDT, SODEPRA, MOTORAGRI, etc.), dont un bon nombre étaient catholiques. De plus, bien des jeunes Koulango se sont familiarisés avec la foi chrétienne quand ils allaient travailler dans l’arrière-pays de Soubré ou de San Pedro, où ils trouvaient des communautés chrétiennes koulango vivantes . En 1993, le P. Dario Dozio travaille, avec un groupe de chrétiens, à sélectionner, dans les fêtes traditionnelles des éléments (objets ou rites) susceptibles d’être introduits dans la liturgie catholique lors des grandes fêtes. « Nous invitons chaque fois Mgr Kouassi, et il nous a toujours fait le plaisir de venir assister à notre fête » .  En 1993, la JAC (Jeunesse Agricole Catholique) est active à Nassian : « Un groupe de quatorze hommes et onze femmes, pour se constituer une caisse, cultive un champ communautaires et fait des contrats avec des propriétaires qui cherchent de la main d’œuvre. […] Nous veillons à confier à chaque membre des responsabilités : ainsi chacun trouve un intérêt à vivre ici. »

### 1966: ouverture de la paroisse Saint Jean-Baptiste à Assuéfry
Les premiers chrétiens d’Assuéfry ont découvert la foi chrétienne en Gold Coast (futur Ghana) (pour Abo Matthieu et Kouassi Jean) ou à Grand-Bassam (pour Marie Akissiwa, qui deviendra la mère de l’abbé Pierre Kouakou Kré). Plus tard, ils envoyèrent des émissaires au P. Jacoby, qui résidait à Tanda. Celui-ci vint les visiter en 1937. En 1939, le P. Jules Meyer ouvrit une mission à Transua. Désormais, c’est lui qui les visitera, ou qui leur enverra son fidèle interprète, Victor Kouassi .
En 1959, le P. Alphonse Guérin s’est installé à Assuéfry . Mais c’est Mgr Eugène Abissa Kwaku qui érigera juridiquement la paroisse en 1966. En 1984, quatre Sœurs Servantes de Marie Réparatrice viennent s’installer à Assuéfry. Elles s’engagent dans la promotion des femmes (couture, soins aux malades). Elles dirigeront de nombreux handicapés vers le Centre Don Orione de Bonoua pour les y faire opérer.

### 1970: ouverture de la paroisse Saint-André Kaggwa à Bouna
Depuis 1946, le P. Pfister, attaché à la mission de Bondoukou, montait une fois par an visiter Bouna. Mais Bouna devint sous-préfecture en 1969, puis préfecture en 1974. De nombreux fonctionnaires y furent donc affectés… dont plusieurs étaient des chrétiens originaires du sud. À leurs appels, Mgr Eugène Abissa Kwaku érigea la paroisse Saint-André Kaggwa le 10 octobre 1970 et y envoya les P. Erbs et Roth. Le P. Claude Meynier leur succèdera en 1974 : il s’occupera beaucoup d’animation rurale (puits, élevage, alphabétisation). À partir de 1982, les Pères Paul Brion, Jacques Tréhour et Pierre Jaboulay servent dans cette paroisse. En octobre 1982, les Sœurs Notre-Dame des Apôtres ouvrent l’école primaire catholique Jean-Paul II. Elles s’investiront aussi dans la promotion des femmes rurales . Les fonctionnaires catholiques venus d’ailleurs contribuent à la vitalité de la paroisse : « Avant d’arriver à Bouna, en octobre 1986, j’étais à Mankono. Là-bas, je dirigerais un groupe du Renouveau et j’assurais le catéchise en français. À Bouna, on m’a demandé d’assurer la catéchèse des confirmands et de lancer un groupe du Renouveau, a déclaré M. Yapi Nicolas, du Service de l’Agriculture. Ainsi la communauté de Bouna profite de la vitalité des chrétiens qu’elle reçoit d’ailleurs. Puis elle les sème à travers le pays, là où les nécessités professionnelles les parachutent . ».

### 1971: ouverture de la paroisse Saint Jean-Marie Vianney à Tabagne
Dans les années 1950, des Pères de Bondoukou, puis de Tanda, visitaient Tabagne. Le P. Gilbert Anthony sera le premier curé de cette paroisse, qu’il servira de 1971 à 1989. Lui succèderont les P. Luigi Finotti, André Fuchs et Bernard Tondé. Cette paroisse verra un de ses fils, Célestin Koffi Igbrago, devenir prêtre le 16 août 1987.

## Le 3 juillet 1987: création du diocèse de Bondoukou
C’est le pape Jean-Paul II qui réalise cette érection, à la demande de Mgr Bruno Kouamé, évêque d’Abengourou, qui a souhaité que le nord de son diocèse soit détaché et érigé en diocèse. Celui-ci a estimé que les 14 400 catholiques répartis en 10 paroisses, qui y vivaient tireraient profit de la présence d’un évêque au milieu d’eux. C’est ainsi qu’il a proposé au pape de détacher cette partie de son territoire diocésain. 
Le nouveau diocèse est confié à Mgr Alexandre Kouassi, qui est nommé le 28 août 1987. Très vite, il encourage les chrétiens à vivre fraternellement avec les musulmans. Il assiste, chaque année, à la prière de fin du Ramadan .

### 1990: ouverture de la paroisse Saint-Joseph de Sandégué
Tout a commencé grâce à un certain Kouassi Boko qui construisit une chapelle sur son lot. Deux Sœurs Notre-Dame des Apôtres de Kouassi-Datékro, qui avaient la charge de visiter le secteur du Barabo, vinrent y faire le catéchisme à partir de 1977. Musulmans et chrétiens ayant demandé à Mgr Kouassi d’élever Sandégué au rang de paroisse, celui-ci y affecta les Pères Jean-Paul Eschlimann et Jacques Noirot en 1990. Celui-ci sera remplacé, plus tard, par le P. Pierre Jaboulay. Dès le début, un groupe de Caritas est très actif : « Pour trouver des ressources, on invite les chrétiens, à la fin du Carême, à apporter à l’église toutes les ignames, arachides, copes de riz qu’ils ont économisées du fait de leur jeûne. Le dimanche après Pâques, on associe les grands malades de la localité (sans distinction de religion) à la joie de la résurrection du Christ en leur distribuant la moitié des vivres qu’on a récoltés. L’autre moitié est vendue au marché pour le compte de la Caritas » .

### 1991: ouverture de la paroisse Sainte-Anne de Téhini
Dès 1966, Émile Dounka, originaire de Ferkessédougou mais en poste à Téhini, érige une chapelle. À partir de 1974, Téhini recevra régulièrement la visite des Pères Remaud, puis Meynier, résidant à Bouna. En 1975, une Sœur de la Providence de Portieux vient tenir la maternité à Téhini. En 1980, le P. Jaboulay viendra résider à Téhini. C’est le 22 septembre 1991 que Mgr Kouassi érige Téhini en paroisse et y affecte les Pères Gabriel Noury et Marcel Provost .

### 1991: ouverture d’une deuxième paroisse dans la ville de Bondoukou: elle est dédiée à Notre-Dame du Mont Carmel
Parce que la ville s’étend, et que des chrétiens habitent trop loin de leur église pour venir chaque dimanche à la messe, Mgr Kouassi crée cette nouvelle paroisse.

### 1996:MgrFélix Kouadio est nommé évêque de Bondoukou le 22 avril 1996
Il succède à Mgr Alexandre Kouassi, décédé le 16 décembre 1994. Il dispose de prêtres de plus en plus nombreux : pendant son épiscopat, le nombre des prêtres originaires du diocèse passe de 10 à 73. Il peut donc ouvrir de nouvelles paroisses, là où les chrétiens les demandent : St Augustin de Bondoukou(1998), Doropo Ste Bernadette (1998), Flakyédougou St Pierre Claver (1999), Gouméré St Étienne (2001), Tédio Immaculée Conception (2003), Taoudi St Joseph (2005), Dinaoudi St Étienne (2005), Kouassi Nianguini St Antoine de Padoue (2006), Torossanguéhi Sacré Cœur (2006), Guiendé St Joseph Travailleur (2008), Laoudi-Ba St Paul (2008), Sapli Sacré Cœur de Jésus (2008) et Tanda St Jean XXIII (2011). Pendant son épiscopat, le nombre des paroisses passe de 10 à 23.
Mgr Félix Kouadio meurt le 6 mai 2012.
Pendant la vacance du siège, un administrateur gère les affaires courantes : c'est Mgr Benoît Kouassi. Et les exigences pastorales du moment ont poussé l'administrateur et le collège des consulteurs à créer de nouvelles paroisses, en l'occurrence Sainte Anne de Bondoukou (2013), Sainte Trinité de Kotouba (2017), Saint-Luc de Soko, Saint-Pierre d'Amanvi, Sainte Famille de Bondoukou et Saint-Michel Archange d'Ondéfidouo (2018). Après les ordinations presbytérales du 26 janvier 2019, le diocèse dispose de plus de cent prêtres (104 au total).

### Depuis 2019: l'épiscopat deMgrYedoh
Le 28 juin 2019, après sept ans de vacance du siège, Mgr Bruno Essoh Yedoh, du diocèse de Yopougon, a été nommé évêque du diocèse par le pape François. Sacré évêque du diocèse de Bondoukou, le Samedi 28 septembre 2019 au stade Aly Timité, en présence de tous les évêques de la Côte d'Ivoire, des évêques des pays limitrophes, de nombreux fidèles laïcs, l'ordinaire du lieu a rendu grâce à Dieu pour son choix à la tête de ce diocèse, le Dimanche 29 septembre 2019 en la cathédrale Sainte Odile de Bondoukou. Aussi, faut-il noter que le samedi 30 novembre 2019, Mgr Bruno a ordonné son premier prêtre en la personne du Père Jules Gname et quatre diacres dont les abbés Fidèle Manou, Emile San, Nicodème Menzan et Victor Hien. Sa devise épiscopale est : "recherchez d'abord le royaume de Dieu et sa justice" Cf. Mt 6,33

## Voir Aussi
- Liste des diocèses de Côte d'Ivoire